# Bierstreit (Oberlausitz)
Der Bierstreit war ein historischer Konflikt einiger Städte des Oberlausitzer Sechsstädtebundes, speziell Löbau, Görlitz, Lauban und Zittau, um die Braugerechtigkeit und den Ausschank fremden Bieres.

## Ursachen
Auf den Dörfern war das Bierbrauen verboten. Braurechte besaßen nur die Städte, von Ausnahmen, welche wenige der ländlichen Adeligen betrafen, abgesehen. Da durch den Bierausschank die meisten Steuern eingenommen werden konnten, durfte nur Bier aus derjenigen Stadt verkauft werden, zu welcher das Land gehörte. Da oftmals der Weg zu einer gebietsfremden Stadt kürzer war und somit das Bier preisgünstiger oder die Dorfbewohner es nicht weit zum Nachbardorf hatten, welches zum Gebiet einer anderen Stadt gehörte, wurden diese Möglichkeiten genutzt, fremdes Bier zu verkaufen beziehungsweise zu trinken. Somit waren Konflikte mit den Gesetzeshütern der zuständigen Stadt gegenwärtig.

## Görlitz – Zittau
In den Jahren von 1491 bis 1498 wurden verstärkt fremde Biertransporte überfallen.

## Lauban – Zittau
Im Jahre 1530 wurde ein Biertransport, welcher von Lauban nach Eibau unterwegs ist überfallen. Ordnungskräfte der Stadt Zittau vernichteten zudem im Eibauer Kretscham Fässer fremden Bieres.

## Löbau – Zittau
Die Ratsherren der Stadt Löbau hatten 1662 am Kottmar, welcher zum Löbauer Territorium gehörte, ein Forsthaus errichten lassen, damit nicht mehr so leicht unerlaubt Holz aus dem Wald geholt werden konnte. Selbstverständlicherweise wurde dort Löbauer Bier ausgeschenkt, was den Zittauer Stadträten missfiel, weil ihre Untertanen aus Eibau, Neugersdorf und Ebersbach in diesem Forsthaus Bier tranken. Sie hatten es ja nicht weit bis dorthin und das Löbauer Bier war billiger als das Zittauer, welches in Eibau ausgeschenkt wurde. Der Ausschank von Bier wurde vom zuständigen kurfürstlichen Beamten verboten, weil der Stadtrat von Zittau dagegen geklagt hatte. Zur Begründung: dass „weit und breit kein Löbauer Unterthan wohne“. Löbau bemühte sich deshalb um die Errichtung eines Dorfes am Kottmar und ließ schon mal Häuser bauen. Kurfürst Johann Georg III. genehmigte schließlich im Jahre 1691 das Dorf (Walddorf) und den Bierausschank. Da es den Eibauern, Neugersdorfern und Ebersbachern von Zittauer Seite weiterhin verboten war in Walddorf Bier zu trinken, zogen sie am 25. März 1693 zum Forsthaus nach Walddorf um gegen das Verbot zu protestieren.
Infolge des Siebenjährigen Krieges und des damit verbundenen Stadtbrandes von Zittau im Jahre 1757 konnte die Stadt Zittau den Bierbedarf nicht mehr decken. Im Jahre 1810 wurde der Bierhof in Eibau in eine Landbrauerei umgewandelt. Ein Bierstreit erübrigte sich somit.
An den Protestzug von 1693 erinnert der seit 1993 jedes Jahr stattfindende Bier- und Traditionszug von Walddorf nach Eibau.